# Aleksander Trzebuchowski
Aleksander Trzebuchowski herbu Ogończyk (zm. w 1680 roku) – chorąży inowrocławski w latach 1668-1678, cześnik inowrocławski w latach 1660-1668, starosta brzeskokujawski w latach 1679-1679.
Poseł sejmiku radziejowskiego na oba sejmy 1666 roku, sejm nadzwyczajny 1668 roku.
Poseł nieznanego sejmiku na sejm 1677 roku.
Był elektorem Michała Korybuta Wiśniowieckiego z województwa inowrocławskiego w 1669 roku.